# (467223) 2016 EJ163
(467223) 2016 EJ163 es un asteroide perteneciente al cinturón de asteroides, descubierto el 12 de octubre de 2007 por el equipo Spacewatch desde el Observatorio Nacional de Kitt Peak (Arizona, Estados Unidos).